# جون جوزيف سكانلان
جون جوزيف سكانلان (بالإنجليزية: John Joseph Scanlan)‏ هو عسكري أسترالي، ولد في 19 أكتوبر 1890 في ساوث ملبورن في أستراليا، وتوفي في 6 ديسمبر 1962 في كينغستون ‏ في أستراليا.